# Rio Apiacá
Rio Apiacá är ett vattendrag i Brasilien.   Det ligger i delstaten Mato Grosso, i den centrala delen av landet, 1 200 km nordväst om huvudstaden Brasília.
I omgivningarna runt Rio Apiacá växer i huvudsak städsegrön lövskog. Trakten runt Rio Apiacá är nära nog obefolkad, med mindre än två invånare per kvadratkilometer.